# Лукман (сура)
Лукма́н (араб. لقمان — Лукман) — тридцать первая сура Корана. Сура мекканская.  Состоит из 34 аятов.

## Содержание
Сура начинается с разъяснения значения Корана. В суре говорится, что благочестивым, творящим добро, свойственно повиновение Аллаху, вера в Судный день и преуспеяние. Затем в ней указывается на неверных, заблудившихся гордецов. Сура передает тем, которые уверовали, добрую весть: они будут благоденствовать в вечном раю благодати.
В этой суре перечисляются советы и заветы мудрого Лукмана, данные сыну, среди которых — заповедь о необходимости заботиться о своих родителях.
В суре упоминаются те, которые, говорят об Аллахе без четкого знания, затем извиняются за своё заблуждение, оправдываясь тем, что они следовали по стопам своих предков. Сура заканчивается указанием на то, что знание о наступлении Судного часа принадлежит только Аллаху.

 Алиф. Лам. Мим. ۝ Это - аяты мудрого Писания, ۝ верное руководство и милость для творящих добро, ۝ которые совершают намаз, выплачивают закят и убеждены в Последней жизни. ۝ Они следуют верному руководству от их Господа, и они являются преуспевшими. ۝ Среди людей есть такой, который покупает потешные речи (песни и музыку), чтобы сбивать других с пути Аллаха без всякого знания, и высмеивает их (знамения Аллаха). Таким уготованы унизительные мучения. ۝ Когда ему читают Наши аяты, он надменно отворачивается, словно он даже не слышал их, словно он туг на ухо. Обрадуй же его вестью о мучительных страданиях. ۝ Воистину, тем, которые уверовали и совершали праведные деяния, уготованы Сады блаженства. ۝ Они пребудут в них вечно согласно истинному обещанию Аллаха. Он - Могущественный, Мудрый. ۝ Он создал небеса без опор, которые бы вы могли увидеть, воздвиг на земле незыблемые горы, чтобы она не колебалась вместе с вами, и расселил на ней всяких животных. Мы ниспослали с неба воду и взрастили там всякие благородные виды.  ۝ Таково творение Аллаха! Так покажите Мне, что сотворили все остальные. О нет! Беззаконники находятся в очевидном заблуждении. 
—  31:1—11 (Кулиев)